# Lepidozia udarii
Lepidozia udarii är en bladmossart som beskrevs av S.C.Srivast., D.Kumar et D.Sharma. Lepidozia udarii ingår i släktet fingermossor, och familjen Lepidoziaceae. Inga underarter finns listade i Catalogue of Life.